# Adrián Espinoza Malave
Adrián Espinoza Malave (Caracas, 3 de enero de 1997) es un baloncestista venezolano que se desempeña como pívot o como ala-pívot. Actualmente integra el plantel de los Piratas de La Guaira de la Superliga Profesional de Baloncesto de Venezuela.

## Etapa juvenil
Espinoza asistió a la Green Forrest Christian Academy, ubicada en Decatur, Georgia, y a la Berean Academy, ubicada en Elbing, Kansas. Fue miembro de los equipos de baloncesto de sus respectivas escuelas, registrando marcas importantes en los torneos de los que participó. Por ese motivo fue convocado a participar de varios campeonatos de exhibición. Si bien se indicó que contaba con ofertas de varias universidades pertenecientes a la NCAA, finalmente no terminó arreglando su arribo a ninguna de ellas.   

## Carrera profesional

### Argentina
El 29 de noviembre del 2017 se confirmó la llegada a la Liga Nacional de Básquet de Argentina, para disputar la ya comenzada temporada 2017/18 con Estudiantes de Concordia. Sin embargo el joven jugador fue enviado a la escuadra que competía en la Liga de Desarrollo.
Recién en la siguiente temporada vio acción con el equipo de LNB, actuando en 8 partidos con un promedio de 2.3 minutos por juego. 
En junio de 2019 regresó a su país como ficha de Cocodrilos de Caracas, pero su participación con el equipo fue escasísima debido a una lesión que padeció. Unos meses después, en septiembre de 2019, se unió a Independiente BBC de La Liga Argentina.

### Venezuela
Espinoza regresó a Venezuela en 2021. Ese año jugó con los Llaneros de Guárico y luego con los Diablos de Miranda. En 2022 firmó contrato con los Piratas de La Guaira.

### Clubes
| Club                     | País      | Año           |
| ------------------------ | --------- | ------------- |
| Estudiantes Concordia    | Argentina | 2017 - 2019   |
| Cocodrilos de Caracas    | Venezuela | 2019          |
| Independiente BBC        | Argentina | 2019 - 2020   |
| Llaneros de Guárico      | Venezuela | 2021          |
| Diablos de Miranda       | Venezuela | 2021          |
| Piratas de La Guaira     | Venezuela | 2022          |
| Colosos de Caracas       | Venezuela | 2022          |
| Piratas de La Guaira     | Venezuela | 2023          |
| Taurinos de Aragua       | Venezuela | 2023          |
| Cóndores de Cundinamarca | Colombia  | 2023          |
| Bucaneros de Artigas     | Venezuela | 2023          |
| Brillantes del Zulia     | Venezuela | 2024          |
| Leones ALMA              | Nicaragua | 2024          |
| Colosos de Caracas       | Venezuela | 2024          |
| Piratas de La Guaira     | Venezuela | 2025-presente |

## Selección nacional
Espinoza disputó el Campeonato Sudamericano de Baloncesto Sub-15 de 2012 y el Campeonato Sudamericano de Baloncesto Sub-17 de 2013. En 2014 compitió en el torneo de baloncesto 3x3 de los Juegos Olímpicos de la Juventud de Nankín.
Recibió convocatorias para actuar con la selección mayor, pero hasta ahora no ha llegado a disputar ningún partido oficial.